# Psocomorpha
Psocomorpha é uma subordem de insetos da ordem Psocoptera (ou Psocodea  ). Existem 26 famílias e mais de 5300 espécies descritas em Trogiomorpha.   .

## Famílias
- Amphipsocidae Pearman, 1936
- Archipsocidae Pearman, 1936
- Asiopsocidae Mockford & Garcia Aldrete, 1976
- Caeciliusidae Mockford, 2000
- Cladiopsocidae Smithers, 1972
- Dasydemellidae Mockford, 1978
- Dolabellopsocidae Eertmoed, 1973
- Ectopsocidae Roesler, 1944
- Elipsocidae Pearman, 1936
- Epipsocidae Pearman, 1936
- Hemipsocidae Pearman, 1936
- Lachesillidae Pearman, 1936
- Lesneiidae Schmidt & New, 2004
- Mesopsocidae Pearman, 1936
- Myopsocidae Pearman, 1936
- Paracaeciliidae Mockford, 1989
- Peripsocidae Roesler, 1944
- Philotarsidae Pearman, 1936
- Pseudocaeciliidae Pearman, 1936
- Psilopsocidae Roesler, 1944
- Psocidae Hagen, 1865
- Ptiloneuridae Roesler, 1940
- Sabulopsocidae Schmidt & New, 2004
- Spurostigmatidae Eertmoed, 1973
- Stenopsocidae Pearman, 1936
- Trichopsocidae Pearman, 1936